# Copa de la Liga de Segunda División 1983
La Copa de la Liga de Segunda División de 1983 fue la primera edición disputada de este torneo en España. Se jugó entre los últimos días del mes de mayo y el mes de junio de 1983, bajo la modalidad de eliminatoria directa a ida y vuelta. Participaron los veinte equipos que durante aquella temporada competían en Segunda División.
El ganador del torneo obtendría el derecho a participar en la Copa de la Liga de Primera División la temporada siguiente.
El Atlético Madrileño fue el primer vencedor del torneo tras superar al Deportivo de la Coruña en la final.

## Primera ronda
A diferencia de su homóloga de Primera División, en la categoría de Segunda ningún equipo quedaría exento de jugar esta eliminatoria. Sin embargo la eliminatoria que debía enfrentar al Deportivo de la Coruña y al Palencia no llegaría a disputarse por imposibilidad de los palentinos de alinear el mínimo de ocho jugadores que habían venido jugando durante la temporada.
Los partidos de ida de esta primera ronda se jugaría los días 28 y 29 de mayo de 1983 mientras que la vuelta se jugaría los días 1 y 2 de junio.
| Equipo local     | Equipo visitante       | Ida   | Vuelta |
| ---------------- | ---------------------- | ----- | ------ |
| Córdoba CF       | Recreativo de Huelva   | 2 - 2 | 0 - 4  |
| Jerez Deportivo  | Cádiz CF               | 2 - 2 | 1 - 1  |
| Rayo Vallecano   | Castilla               | 1 - 1 | 0 - 5  |
| Linares CF       | Atlético Madrileño     | 1 - 0 | 0 - 2  |
| Deportivo Alavés | Real Oviedo            | 2 - 2 | 1 - 2  |
| Palencia CF      | Deportivo de la Coruña | Susp. | Susp.  |
| CD Castellón     | Barcelona Atl.         | 3 - 0 | 0 - 2  |
| RCD Mallorca     | CE Sabadell            | 4 - 0 | 5 - 2  |
| Hércules CF      | Cartagena FC           | 2 - 0 | 0 - 1  |
| Real Murcia      | Elche CF               | 1 - 1 | 1 - 0  |

## Segunda ronda
Los diez equipos clasificados en la primera eliminatoria se enfrentarían en la siguiente ronda los días 5 y 8 de junio. De nuevo ningún equipo quedó exento.
| Equipo local           | Equipo visitante     | Ida   | Vuelta |
| ---------------------- | -------------------- | ----- | ------ |
| Jerez Deportivo        | Recreativo de Huelva | 2 - 0 | 0 - 1  |
| Castilla               | Atlético Madrileño   | 1 - 1 | 2 - 3  |
| Deportivo de la Coruña | Real Oviedo          | 4 - 2 | 1 - 2  |
| RCD Mallorca           | CD Castellón         | 2 - 4 | 1 - 0  |
| Real Murcia            | Hércules CF          | 2 - 1 | 1 - 5  |

## Tercera ronda
En esta eliminatoria solo participaron el Hércules y el Castellón, el resto de equipos pasaron directamente a semifinales. El partido de ida se celebró el 11 de junio mientras que el de vuelta se jugó el día 15.
| Equipo local | Equipo visitante | Ida   | Vuelta            |
| ------------ | ---------------- | ----- | ----------------- |
| Hércules CF  | CD Castellón     | 1 - 0 | 1 - 2 (pr.+ pen.) |

## Fase final
Las dos últimas rondas se jugaron en tan solo diez días entre el 19 de junio y el 29 de junio.
|  | Semifinales                  | Semifinales               | Semifinales               |   |                        | Final                     | Final                     | Final                     |  |
|  | 19 de junio - 22 de junio    | 19 de junio - 22 de junio | 19 de junio - 22 de junio |   |                        | 25 de junio - 29 de junio | 25 de junio - 29 de junio | 25 de junio - 29 de junio |  |
|  |                              |                           |                           |   |                        |                           |                           |                           |  |
|  |                              |                           |                           |   |                        |                           |                           |                           |  |
|  | Jerez Deportivo              | 0                         | 1                         |   |                        |                           |                           |                           |  |
|  | Jerez Deportivo              | 0                         | 1                         |   |                        |                           |                           |                           |  |
|  | Deportivo de la Coruña (pr.) | 1                         | 1                         |   |                        |                           |                           |                           |  |
|  | Deportivo de la Coruña (pr.) | 1                         | 1                         |   | Deportivo de la Coruña | 1                         | 1                         |                           |  |
|  |                              |                           |                           |   | Deportivo de la Coruña | 1                         | 1                         |                           |  |
|  |                              |                           | Atlético Madrileño        | 3 | 0                      |                           |                           |                           |  |
|  | Club Deportivo Castellón     | 1                         | Atlético Madrileño        | 3 | 0                      | 1                         |                           |                           |  |
|  | Club Deportivo Castellón     | 1                         |                           |   |                        | 1                         |                           |                           |  |
|  | Atlético Madrileño           | 2                         | 3                         |   |                        |                           |                           |                           |  |
|  | Atlético Madrileño           | 2                         | 3                         |   |                        |                           |                           |                           |  |
|  |                              |                           |                           |   |                        |                           |                           |                           |  |

|                    |
| Campeón            |
| Atlético Madrileño |
| 1.º título         |

| Predecesor: No tiene | Copa de la Liga 1983 | Sucesor: 1984 |

- Datos: Q3811189